# Karskobbarna
Karskobbarna är klippor i Finland.   De ligger i kommunen Pargas i landskapet Egentliga Finland, i den södra delen av landet, 190 km väster om huvudstaden Helsingfors.
Terrängen runt Karskobbarna är mycket platt.